# 香港中文大学文物館蔵簡牘
香港中文大学文物館蔵簡牘（ホンコンちゅうぶんだいがくぶんぶつかんぞうかんとく）は、香港中文大学文物館の所蔵する簡牘である。

## 概要
香港中文大学が香港の市場から購入した簡牘は259枚。
- 戦国楚簡10枚 - 「緇衣」1枚「周易」1枚を含む。
- 前漢「日書」簡109枚 - 孝恵3年（紀元前192年）の紀年を含むが、漢高祖劉邦の諱「邦」字を避諱していない。
- 「遣策」11枚
- 「奴婢廩食粟出入簿」簡牘69枚 - 元鳳2年（紀元前79年）の紀年を含む。
- 「河隄」簡26枚
- 後漢「序寧」簡14枚 - 建初4年（79年）の紀年を含む。
- 東晋「松人」解除木牘1枚 - 建興28年（340年）の紀年を含む。
- 残片8枚
- 無字簡11枚